# Argoctenus vittatus (Rainbow, 1920)
Espèce
Synonymes
- Cycloctenus vittatus Rainbow, 1920

Argoctenus vittatus est une espèce d'araignées aranéomorphes de la famille des Miturgidae.

## Distribution
Cette espèce est endémique de l'île Lord Howe à l'Est de l'Australie.

## Description
La carapace de la femelle holotype mesure 4,6 mm de long sur 3,8 mm et l'abdomen 8,8 mm de long sur 5 mm.

## Systématique et taxinomie
Le nom de cette espèce est préoccupé par Argoctenus vittatus (Simon, 1889), si sa validité est confirmée elle devra être renommée.

## Publication originale
- Rainbow, 1920 : Arachnida from Lord Howe and Norfolk Islands. Records of the South Australian Museum, vol. 1, p. 229-272 (texte intégral).